# 堰沢結愛
堰沢 結愛（せぎざわ ゆら、2009年11月27日 - ）は、日本の女性子役。ソニー・ミュージックエンタテインメントに所属していたが、2023年現在ソニーのプロフィール欄が削除されているため退所した模様。

## 人物
姉は堰沢結衣、妹は堰沢結萌。
特技は新体操、空手、書道。

## 出演作品

### テレビドラマ
- おかしな刑事（2011年、テレビ朝日） - 三橋早苗〈幼少〉
- 平清盛（2012年、NHK総合） - 大姫
- 空飛ぶ広報室（2013年）
- ぼくのいのち（2016年）
- 忠臣蔵の恋〜四十八人目の忠臣〜（2016年、きよ）
- 猫探偵の事件簿（2018年）
- 悪魔の弁護人 御子柴礼司（2019年） - 津田亜季子〈少女期〉
- べしゃり暮らし（2019年） - 少女奈々
- のの湯（2019年） - 鮫島野乃〈幼少期〉
- アンサングシンデレラ（2020年、フジテレビ） - 葵みどり〈幼少期〉
- 56年目の失恋（2020年､NHK BSプレミアム）-中川沙織〈幼少期〉
- 二月の勝者（2021年） - 北条香梨奈
- エルピス-希望、あるいは災い-（2022年、関西テレビ） - 高岡ひかる

### テレビ番組
- 奇跡体験!アンビリバボー 瀬戸大橋建設編（長女・広子）
- 逆転人生「娘はなぜ死んだ?学校との対立の果てに」
- ぐるナイ ごち（新木優子〈幼少期〉）
- 日テレ系音楽の祭典ベストアーティスト2021
- ほんとにあった怖い話 夏の特別編2018（2018年、フジテレビ） - ほん怖クラブメンバー
- ロンドンハーツ（SBC信越放送）

### webドラマ
- 妖怪人間ベラ（2020年） - 佐々木梢〈幼少期〉

### 映画
- FLOWERS -フラワーズ-（2010年）
- 鬼談百景 どろぼう（2015年）
- 愛唄-約束のナクヒト-（2019年、コマーシャルの中の女の子）
- 最初の晩餐（2019年、北島美姫）[2]
- 楽園（2019年、藤木愛華）
- 水曜日が消えた（2020年）
- 魚座どおし（2020年）
- ハネムーン（2020年、アオ〈子供時代〉）
- 太陽の子（2021年、関口和子）

### CM
- エバラ『黄金の味 We love OHGON』篇
- 公文 どこまで学んだ?編
- セールスフォース 変化にフォースを。
- セガトイズ 名探偵コナンナゾトキパッド
- 中部電力「SDGs」篇
- docomo
- マクドナルド ハッピーセットポムポムプリン「ぜんぶにキュンキュン」篇
- 小学館 国語辞典「しりとり篇」
- 三井ダイレクト損保 休日も安心対応篇/家族編
- Meiji Seika ファルマ株式会社
- 四谷大塚 全国統一小学生テスト 記者会見篇（徳川美月）

### web
- アサヒ飲料×ドンキホーテPR動画
- AbemaSPECIALチャンネル「御曹司ボーイズ」（いじめっ子）
- au「子供向け端末発表イベント」
- NN生命保険「かうじそ」
- 押入れ産業「トランクルーム物語〜家族をつなぐ 幸せな空間をあなたに〜」
- キリンレモン「透明なままでゆけ｡」篇
- SONY 「toio」コンセプトムービー
- ダイニチ電子「Wizzプロモーション動画」
- タカラトミー すくってポケモン モンコレキャッチャー
- dカード GOLD「我が家ニュース」編
- toio コンセプトムービー
- トンボ鉛筆「ピットロゴリニューアル記念キャンペーン」
- nifty「おたよりBOX」
- 博報財団
- FIRST SHAVE BOOK
- マニュライフ生命 あなたのクルマはハイビジョンですか? 30秒編
- 四谷大塚 全国統一小学生テスト
- 楽天Edy

### スチール・広告
- アガツマ アンパンマン ベビーマラカス
- おかあさんといっしょ
- おともだち
- くらしと生協
- こどもちゃれんじEnglish
- 高萩市アウトドアBOOK
- PRIPRI
- ベルーナ
- ベネッセ
- ヤマハ音楽教室
- 四谷大塚 全国統一小学生テスト
- ロゴス

### MV
- SILENT SIREN「AKANE」（2017年）
- ピーターパンjr.「あなたがくれた命だから」（2018年）
- 上白石萌音「一縷」（2019年）
- みずき舞「雪に咲く」（2019年）